# Протокол KLM
Протокол KLM або Схема KLM - це реалізація лінійних оптичних квантових обчислень, розроблена в 2000 році Найлом, Лафламме  та  Мілберном. Цей протокол дає можливість створювати універсальні квантові комп’ютери виключно за допомогою інструментів  лінійної оптики. Протокол KLM використовує лінійні оптичні елементи, джерела одиничних фотонів  та детектори фотонів як ресурси для побудови схеми квантових обчислень, що включає лише допоміжні біти,  квантові телепортації та виправлення помилок.

## Огляд
В основному схема KLM вводить ефективну взаємодію між фотонами, здійснюючи проективні вимірювання з фотоприймачами, що потрапляє до категорії недетермінованих квантових обчислень. Вона заснована на нелінійному зсуві знаків між двома кубітами, який використовує два допоміжні фотони та постселекцію. Вона також базується на демонстраціях, що ймовірність успіху квантових вентилів може бути наближена до такої за допомогою заплутаних станів, підготовлених недетерміновано, та квантової телепортації з однокубітовими операціями. У іншому випадку, без достатньо високого показника успіху одного квантового блоку, може знадобитися експоненціальна кількість обчислювальних ресурсів. Тим часом схема KLM заснована на тому, що належне квантове кодування може зменшити ресурси для отримання точно закодованих кубітів щодо досягнутої точності, а також може зробити лінійний оптичний квантовий комп'ютер стійким до відмов при втраті фотона, неефективності детектора та фазової декогеренції. Як результат, лінійний оптичний квантовий комп'ютер може бути надійно реалізований за допомогою схеми KLM з достатньо низькою потребою ресурсів, щоб запропонувати практичну масштабованість, що робить її такою ж перспективною технологією для квантової обробки інформації, як і інші відомі реалізації.

## Елементи схеми KLM
У цьому розділі розглядаються реалізації елементів лінійного оптичного квантового комп'ютера у схемі KLM.

### Кубіти та моди
Щоб уникнути втрати загальності, обговорення нижче не обмежується конкретним екземпляром представлення моди. Стан, записаний як {\displaystyle |0,1\rangle _{VH}}, означає стан з нулем фотонів у моді {\displaystyle V} (може бути канал з "вертикальною" поляризацією) і один фотон у моді {\displaystyle H} (може бути каналом з "горизонтальною" поляризацією).
У протоколі KLM кожен з фотонів зазвичай знаходиться в одній з двох мод, і моди різняться між фотонами (можливість того, що мода зайнята більше, ніж одним фотоном, дорівнює нулю). Це не так лише під час реалізацій керованих квантових вентилів, таких як CNOT. Коли стан системи є таким, як описано, фотони можна розрізнити, оскільки вони знаходяться в різних модах, і тому стан кубіта можна представити, використовуючи один фотон у двох модах, вертикальній (V) та горизонтальній (H): для наприклад, {\displaystyle |0\rangle \equiv |0,1\rangle _{VH}} і {\displaystyle |1\rangle \equiv |1,0\rangle _{VH}}. Загальноприйнятими є посилання на стани, визначені через зайняття мод, як на стани Фока.
Такі позначення корисні в квантових обчисленнях, квантових комунікаціях та квантовій криптографії. Наприклад, дуже легко розглянути втрату одиничного фотона, використовуючи ці позначення, просто додавши вакуумний стан {\displaystyle |0,0\rangle _{VH}}, що містить нуль фотонів у цих обох модах. В якості іншого прикладу, коли у вас є два фотони у двох розділених модах (наприклад, дві часові корзини або два плеча інтерферометра), легко описати сплутаний стан двох фотонів. Синглетний стан (два зв’язаних фотони із загальним спіновим квантовим числом {\displaystyle s=0}) можна описати наступним чином: якщо {\displaystyle |1,0\rangle _{VH}^{a},|0,1\rangle _{VH}^{a}} та {\displaystyle |1,0\rangle _{VH}^{b},|0,1\rangle _{VH}^{b}} описують базові стани двох відокремлених мод, тоді синглетний стан  {\displaystyle (|1,0\rangle _{VH}^{a}|0,1\rangle _{VH}^{b}-|0,1\rangle _{VH}^{a}|1,0\rangle _{VH}^{b})/{\sqrt {2}}.}

### Вимірювання / зчитування стану
У протоколі KLM квантовий стан може бути зчитаний або виміряний за допомогою детекторів фотонів по вибраним модам. Якщо фотодетектор виявляє фотонний сигнал у заданій моді, це означає, що відповідний стан моди є 1-фотонним станом перед вимірюванням. Як обговорюється в пропозиції KLM, втрата фотонів та ефективність детектування суттєво впливають на надійність результатів вимірювань. Відповідні проблеми з помилками та методи виправлення помилок будуть описані далі.
Лівий загострений трикутник буде використаний на схемах для представлення оператора зчитування стану в цій статті.

### Реалізації елементарних квантових вентилів
Ігноруючи виправлення помилок та інші проблеми, основним принципом реалізації елементарних квантових вентилів, що використовують лише дзеркала, дільники променя і фазоперетворювачі, є те, що за допомогою цих лінійних оптичних елементів можна побудувати будь-яку довільну 1-кубітову унітарну операцію; іншими словами, ці лінійні оптичні елементи підтримують повний набір операторів на будь-якому окремому кубіті.
Унітарна матриця, пов'язана з дільником променя {\displaystyle \mathbf {B} _{\theta ,\phi }} це:
{\displaystyle U(\mathbf {B} _{\theta ,\phi })={\begin{bmatrix}\cos \theta &-e^{i\phi }\sin \theta \\e^{-i\phi }\sin \theta &\cos \theta \end{bmatrix}}},
де {\displaystyle \theta } та {\displaystyle \phi } визначаються  амплітудою відбиття {\displaystyle r} та  амплітудою пропускання  {\displaystyle t} (відношення для простоти буде надано пізніше). Для симетричного дільника променя, який має фазовий зсув {\displaystyle \phi ={\frac {\pi }{2}}} за умови унітарності перетворення {\displaystyle |t|^{2}+|r|^{2}=1} і {\displaystyle t^{*}r+tr^{*}=0}, можна показати, що
{\displaystyle U(\mathbf {B} _{\theta ,\phi ={\frac {\pi }{2}}})={\begin{bmatrix}t&r\\r&t\end{bmatrix}}={\begin{bmatrix}\cos \theta &-i\sin \theta \\-i\sin \theta &\cos \theta \end{bmatrix}}=\cos \theta {\hat {I}}-i\sin \theta {\hat {\sigma }}_{x}=e^{-i\theta {\hat {\sigma }}_{x}}},
що являє собою обертання одиночного кубітового стану навколо осі {\displaystyle x} на {\displaystyle 2\theta =2\cos ^{-1}(|t|)} у сфері Блоха.
Дзеркало - це особливий випадок, коли коефіцієнт відбиття дорівнює 1, так що відповідним унітарним оператором є матриця повороту, задана як
{\displaystyle R(\theta )={\begin{bmatrix}\cos \theta &-\sin \theta \\\sin \theta &\cos \theta \\\end{bmatrix}}}.
Для більшості випадків дзеркал, що використовуються в квантовій обробці інформації,  кут падіння {\displaystyle \theta =45^{\circ }}.
Подібним чином оператор фазообертача {\displaystyle \mathbf {P} _{\phi }} асоціюється з унітарним оператором, описаним {\displaystyle U(\mathbf {P} _{\phi })=e^{i\phi }}, або, якщо записати у 2-модовому форматі
{\displaystyle U(\mathbf {P} _{\phi })={\begin{bmatrix}e^{i\phi }&0\\0&1\end{bmatrix}}={\begin{bmatrix}e^{i\phi /2}&0\\0&e^{-i\phi /2}\end{bmatrix}}{\text{(global phase ignored)}}=e^{i{\frac {\phi }{2}}{\hat {\sigma }}_{z}}},
що еквівалентно обертанню {\displaystyle -\phi } навколо осі {\displaystyle z}.
Оскільки будь-які два {\displaystyle SU(2)} обертання вздовж ортогональних обертових осей можуть генерувати довільні обертання в сфері Блоха, можна використовувати набір симетричних дільників променя та дзеркал для реалізації довільних операторів {\displaystyle SU(2)} для квантової обробки інформації. На малюнках нижче наведено приклади реалізації Перетворення Адамара та вентиля Паулі-X (він же вентиль NOT) за допомогою дільників променя (зображені у вигляді прямокутників, що з'єднують два набори ліній перетину з параметрами {\displaystyle \theta } і {\displaystyle \phi }) та дзеркал (зображено у вигляді прямокутників, що з'єднують два набори ліній перетину з параметром {\displaystyle R(\theta )}).
|  |  |

На наведених рисунках кубіт кодується за допомогою двох модових каналів (горизонтальних ліній): {\displaystyle \left\vert 0\right\rangle } представляє фотон у верхній моді, а {\displaystyle \left\vert 1\right\rangle } представляє фотон у нижній моді.
У схемі KLM маніпуляції з кубітом реалізуються за допомогою ряду недетермінованих операцій із збільшенням ймовірності успіху. Першим вдосконаленням цього втілення, яке буде обговорюватися, є недетермінований умовний перекидний вентиль.

### Реалізація недетермінованого умовного перекидного вентиля
Важливим елементом схеми KLM є умовний вентиль перемикання знака або нелінійний вентиль перемикання знака (NS-вентиль), як показано на малюнку нижче праворуч. Він дає нелінійний зсув фази в одній моді, зумовлений двома допоміжними модами.

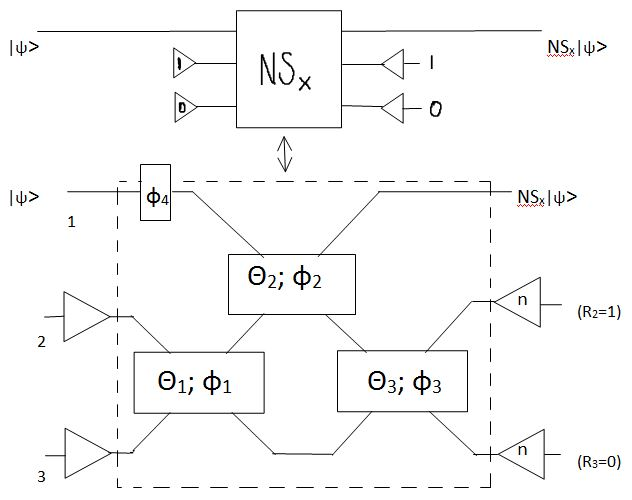
Реалізація NS-вентиля лінійною оптикою. Елементами, обрамленими в коробку з пунктирною межею, є лінійно-оптична реалізація з трьома дільниками променя і одним фазообертачем (параметри див. У тексті). Моди 2 і 3 є допоміжними модами.

На зображенні праворуч мітки в лівій нижній частині поля вказані моди. Вихідні дані приймаються лише в тому випадку, якщо в моді 2 виявлено один фотон, а в моді 3 виявлено нуль фотонів, де допоміжні моди 2 і 3 підготовлені як стан {\displaystyle |1,0\rangle _{2,3}}. Індекс {\displaystyle x} - це фазовий зсув вихідного сигналу, який визначається параметрами вибраних внутрішніх оптичних елементів. Для випадку {\displaystyle x=-1} використовуються такі параметри: {\displaystyle \theta _{1}=22.5^{\circ }}, {\displaystyle \phi _{1}=0^{\circ }}, {\displaystyle \theta _{2}=65.5302^{\circ }}, {\displaystyle \phi _{2}=0^{\circ }}, {\displaystyle \theta _{3}=-22.5^{\circ }}, {\displaystyle \phi _{3}=0^{\circ }}, and {\displaystyle \phi _{4}=180^{\circ }}. For the {\displaystyle x=e^{i\pi /2}} case, the parameters can be chosen as {\displaystyle \theta _{1}=36.53^{\circ }}, {\displaystyle \phi _{1}=88.24^{\circ }}, {\displaystyle \theta _{2}=62.25^{\circ }}, {\displaystyle \phi _{2}=-66.53^{\circ }}, {\displaystyle \theta _{3}=-36.53^{\circ }}, {\displaystyle \phi _{3}=-11.25^{\circ }}, і {\displaystyle \phi _{4}=102.24^{\circ }}. Подібним чином, змінюючи параметри дільників променя і фазообертачів, або комбінуючи кілька вентилів NS, можна створити різні квантові вентилі. Спільно використовуючи дві допоміжні моди, Найл винайшов наступний вентиль з контрольованим Z (див. Малюнок праворуч) із коефіцієнтом успіху 2/27.

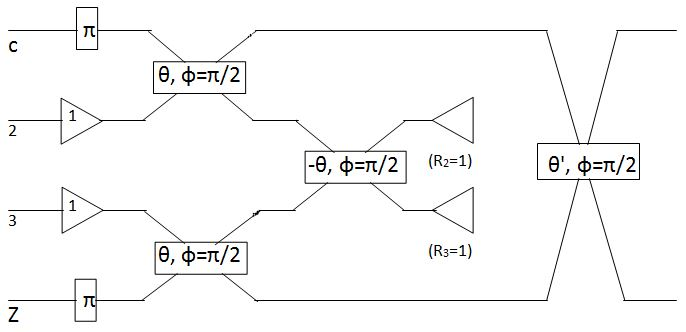
Лінійно-оптична реалізація вентиля контрольований Z з допоміжними модами, позначеними як 2 і 3. і.

Перевага використання вентилів NS полягає в тому, що вихід може бути гарантовано умовно оброблений з певним коефіцієнтом успіху, який може бути покращений майже до 1. Використовуючи конфігурацію, як показано на малюнку вище, коефіцієнт успішності вентиля NS з {\displaystyle x=-1}  - це {\displaystyle 1/4}. Для подальшого поліпшення відношення успіху та вирішення проблеми масштабованості потрібно використовувати квантову телепортацію вентилів, описану далі.

### Телепортація вентилів та майже детерміновані вентилі
Враховуючи використання недетермінованих квантових вентилів для KLM, існує лише дуже мала ймовірність {\displaystyle p^{N}}, що схема з {\displaystyle N} вентилями з імовірністю успіху в одному вентилі  {\displaystyle p} буде працювати ідеально після одного запуску. Отже, операції повинні в середньому повторюватися порядка  {\displaystyle p^{-N}} разів або {\displaystyle p^{-N}} таких систем повинні виконуватися паралельно. У будь-якому випадку, необхідні час або ресурси схеми масштабуються експоненційно. У 1999 році Готтесман і Чуанг зазначили, що можна підготувати імовірнісні вентилі в режимі, відключеному від квантової схеми, використовуючи квантову телепортацію. Основна ідея полягає в тому, що кожен імовірнісний вентиль готується в автономному режимі, а сигнал успішної події телепортується назад до квантової схеми. Ілюстрація квантової телепортації подана на малюнку праворуч. Як бачимо, квантовий стан в моді 1 телепортується в моду 3 через  вимірювання Белла та  стан Белла заплутаного ресурса  {\displaystyle |\Phi ^{+}\rangle ={\frac {1}{\sqrt {2}}}(|01\rangle +|10\rangle )}, де стан 1 може розглядатися як підготовлений в автономному режимі. Стан Бела ресурсу {\displaystyle |\Phi ^{+}\rangle } може бути сформований із стану {\displaystyle |10\rangle } за допомогою дзеркала з параметром {\displaystyle \theta ={\frac {\pi }{4}}.}

Представлення квантової телепортації на квантовій схемі

За допомогою телепортації багато ймовірнісних вентилів можуть бути підготовлені паралельно з {\displaystyle n}-фотонними  заплутаними станами, посилаючи сигнал керування у вихідну моду. Завдяки використанню {\displaystyle n} імовірнісних вентилів паралельно в автономному режимі можна отримати коефіцієнт успіху {\displaystyle {\frac {n^{2}}{(n+1)^{2}}}}, що близько до 1, коли {\displaystyle n} стає великим. Кількість вентилів, необхідних для реалізації певної точності, масштабується поліноміально, а не експоненційно. У цьому сенсі протокол KLM є ресурсозберігаючим. Один експеримент із використанням спочатку запропонованого KLM вентиля керований-НЕ з входом чотирьох фотонів був продемонстрований в 2011 році, і дав середній показник правильності роботи {\displaystyle F=0.82\pm 0.01}.

### Виявлення та виправлення помилок
Як обговорювалося вище, ймовірність успіху телепортаційних вентилів можна довільно наблизити до 1, підготувавши більші заплутані стани. Однак асимптотичний підхід до ймовірності 1 є досить повільним щодо числа фотонів {\displaystyle n}. Більш ефективний підхід полягає у кодуванні для захисту від відмови вентилів (помилок) на основі чітко визначеного режиму відмови телепортерів. У протоколі KLM відмову телепорта можна діагностувати, якщо виявлено нуль або {\displaystyle n+1} фотонів. Якщо обчислювальний пристрій можна закодувати для захисту від випадкових вимірювань деякої кількості фотонів, тоді можна буде виправити збої в вентилі, і ймовірність успішного застосування вентиля зросте.
З використанням цієї ідеї було проведено багато експериментальних випробувань (див. наприклад посилання). Однак для досягнення ймовірності успіху дуже близької до 1 все ще необхідна велика кількість операцій. Для просування протоколу KLM як життєздатної технології потрібні більш ефективні квантові вентилі. Це тема наступної частини. 

## Покращення
Є багато способів вдосконалити протокол KLM для лінійного оптичного квантового комп'ютера та зробити лінійний оптичний квантовий комп'ютер більш перспективним. Нижче наведено кілька пропозицій з оглядової статті у примітці та інших наступні статті:
- Використання  кластерних станів в оптичних квантових обчисленнях.
- Використання одноетапного детермінованого багатостороннього очищення переплутаності[en] за допомогою лінійної оптики для створення заплутаних станів фотонів.[11]

Існує кілька протоколів для використання  кластерного стану для вдосконалення протоколу KLM, обчислювальна модель з цими протоколами є реалізацією лінійною оптичною реалізацією однобічного квантового комп’ютера:
- Протокол Йорана-Резника - цей протокол використовує кластерні ланцюги, щоб збільшити ймовірність успіху телепортації.
- Протокол Нільсена - цей протокол вдосконалює протокол Йорана-Резника, спочатку використовуючи телепортацію для додавання кубітів до ланцюжків кластерів, а потім використовує розширені ланцюжки кластерів для подальшого збільшення ймовірності успіху телепортації.
- Протокол Брауна-Рудольфа - цей протокол вдосконалює протокол Нільсена за допомогою телепортації не тільки для додавання кубітів до ланцюжків кластерів, але і для їх злиття.